# Chemnitz-Grüna
Grüna ist der nach der Fläche größte Stadtteil von Chemnitz in Sachsen. Er wurde am 1. Januar 1999 eingemeindet.

## Geografie
Grüna liegt westlich der Chemnitzer Innenstadt. Er ist auch heute noch als früher eigenständiges Siedlungsgebiet wahrnehmbar. Der nördliche Teil wird im Ganzen vom Rabensteiner Wald eingenommen – durch ihn führt die Autobahn A4. An Grüna grenzen im Norden die Stadtteile Pleißa und Kändler von Limbach-Oberfrohna, im Westen der Stadtteil Wüstenbrand von Hohenstein-Ernstthal, der Ortsteil Langenberg der Gemeinde Callenberg sowie die Stadt Oberlungwitz, im Süden und Osten die Chemnitzer Stadtteile Mittelbach, Reichenbrand, Rabenstein und Röhrsdorf.

## Politik

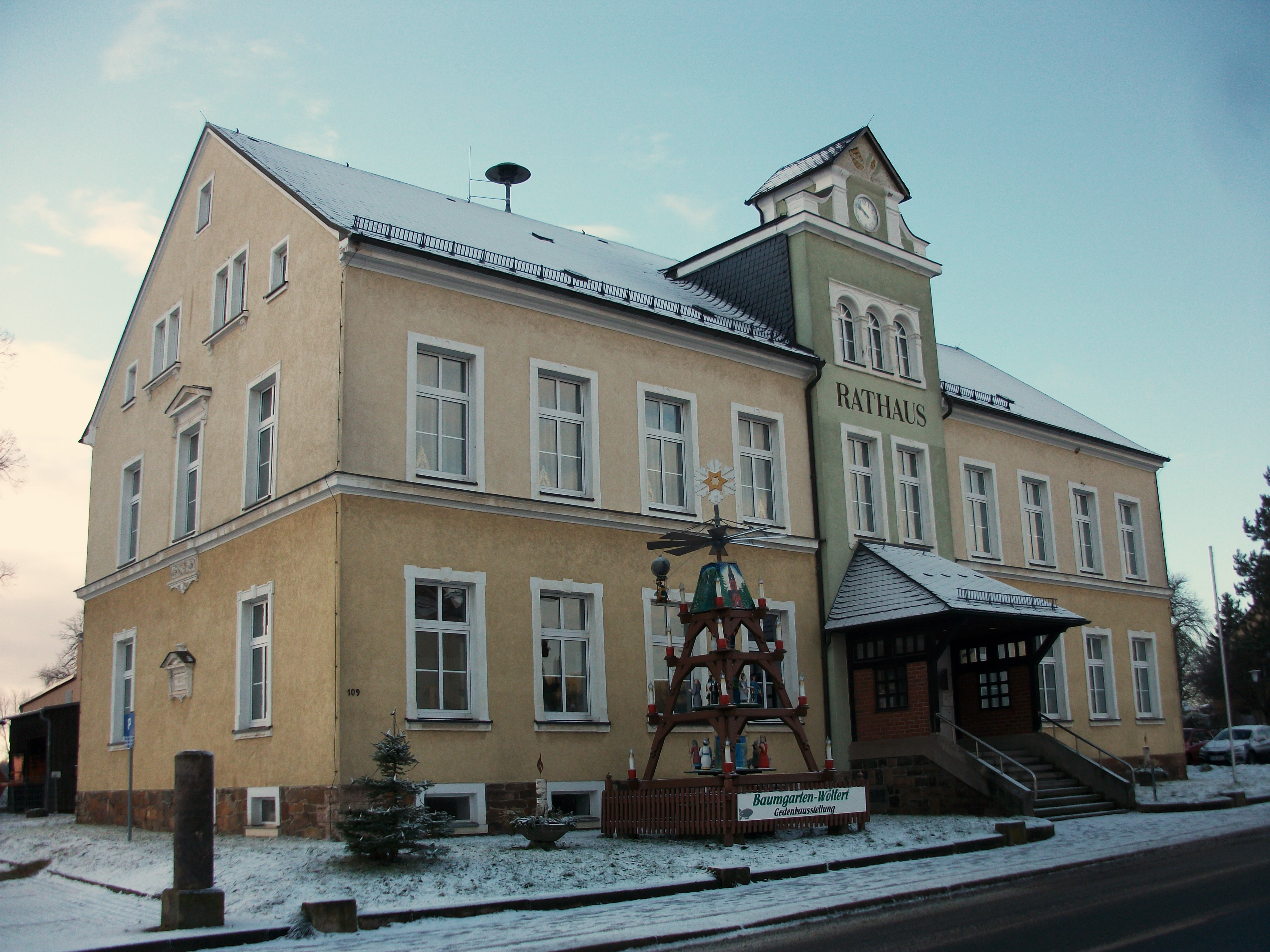
Rathaus Chemnitz-Grüna

| Ortschaftsratswahl Grüna 2019Wahlbeteiligung: 67,4 % 6050403020100 53,8 %13,2 %13,2 %6,9 %6,9 %6,1 % FWVCDUAfDGrüneLinkeSPDGewinne und Verlusteim Vergleich zu 2014 %p 14 12 10 8 6 4 2 0 −2 −4 −6 −8−10−1,7 %p−10,0 %p+13,2 %p+6,9 %p−3,7 %p−4,6 %pFWVCDUAfDGrüneLinkeSPD | Sitzverteilung im Ortschaftsrat Grüna seit 2019Insgesamt 14 Sitze - Linke: 1 - Grüne: 1 - FWV: 8 - CDU: 2 - AfD: 2 |

## Geschichte

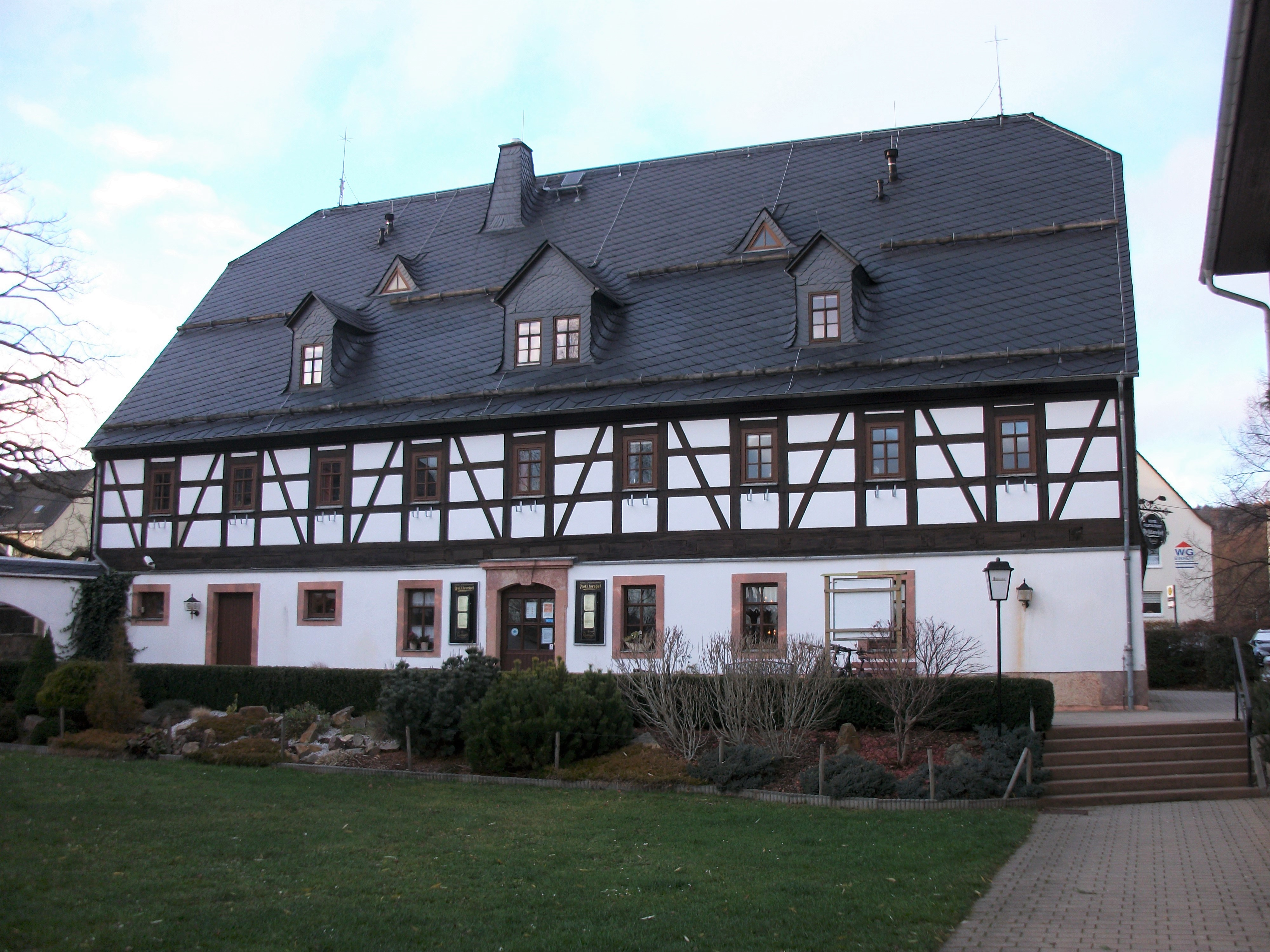
Folklorehof Grüna

Grüna entstand im 12. Jahrhundert als zweireihiges Waldhufendorf und gehörte als Klosterdorf zur Chemnitzer Benediktinerabtei und teilweise bis 1375 zur Herrschaft Rabenstein. Erstmals urkundlich erwähnt wird es als „Gruna“ im Jahre 1263. Das in reichsritterlich und klösterlich geteilte Grüna wurde nach der Auflösung des Chemnitzer Klosters dem Amt Chemnitz unterstellt – der Klosterteil ging in den Besitz der Kurfürsten von Sachsen über. Mit der Bildung der Gemeinde Grüna im Jahr 1839 wurde diese Teilung des Ortes beendet. Im 18. Jahrhundert entstand mit Strumpf- und Handschuhwirkerei der wirtschaftliche Aufschwung, der die Gemeinde im 19. Jahrhundert zu einer Industrie- und Wohngemeinde entwickelte. Begünstigt wurde der Aufschwung durch die 1858 eröffnete Bahnstrecke Dresden–Werdau.
Die Eingemeindung nach Chemnitz erfolgte am 1. Januar 1999.

### Beharrlichkeitsschacht 1856–1858
So wie im benachbarten Mittelbach auf dem „Landgraben“ 1861 der „Dufour-Schacht“ auf der Suche nach Steinkohle abgeteuft wurde, geschah es auch in Grüna. Man vermutete die Existenz von Steinkohleflözen wie sie im benachbarten Lugau-Oelsnitzer Steinkohlenrevier abgebaut wurden. Der gegründete „Steinkohlenverein Grüna“, eine Aktiengesellschaft, teufte von 1856–1858 den Beharrlichkeitsschacht in Grüna (auf dem sogenannten Hexenberg) ab. Namhafte Persönlichkeiten, wie der Chemnitzer Unternehmer Richard Hartmann und die Rittergutsbesitzer von Rabenstein und Limbach waren Anteilseigner. Der Schacht wurde bis auf 426,59 m abgeteuft. In 425 m Tiefe stieß man auf das kristalline Grundgebirge aus Glimmerschiefer des Erzgebirgischen Beckens. Auch der Totenstein-Höhenrücken besteht aus Glimmerschiefer, liegt aber etwa 125 m höher als der ehemalige Schachteingang auf dem Hexenberg. Zwischen 196,07 m und 229,82 m Tiefe fand man Porphyr- und Tuffstein-Schichten. Solche Gesteine sind auch in Wüstenbrand nachgewiesen. Zwischen 154,15 m und 172,84 m fanden sich 6 dünne Steinkohleflöze, die in Summe nur 90 Zentimeter stark waren. Ein Abbau war daher unwirtschaftlich. Der Schacht war zwar wirtschaftlich ein Misserfolg, brachte aber wichtige geologische Erkenntnisse über die hiesigen geologischen Schichtungen. Dem kristallinen Grundgebirge liegt hier das Rotliegende direkt auf. Der Höhenrücken des Totensteins aus Glimmerschiefer muss demzufolgende ungefähr 550 m gehoben worden sein durch geologische Prozesse.
Der Schacht wurde später verfüllt und versiegelt. Ebenso wie in Mittelbach ist eine aufgeschüttete Halde erhalten, die um den ehemaligen Schachteingang aufgeschüttet wurde. Sie ragt als kleiner Hügel am Hang des Hexenberges auf.

## Gedenkstätten
- Kriegerdenkmal mit Gedenkstätte der im Ersten Weltkrieg gefallenen Grünaer neben der Kreuz-Kirche an der Chemnitzer Straße
- Gedenkstein auf dem Hof der ehemaligen Schule an der Chemnitzer Straße für zwei unbekannte jüdische Frauen, Häftlinge eines Todesmarsches vom Außenlager Christianstadt des KZ Groß-Rosen, die im April 1945 von SS-Männern ermordet wurden

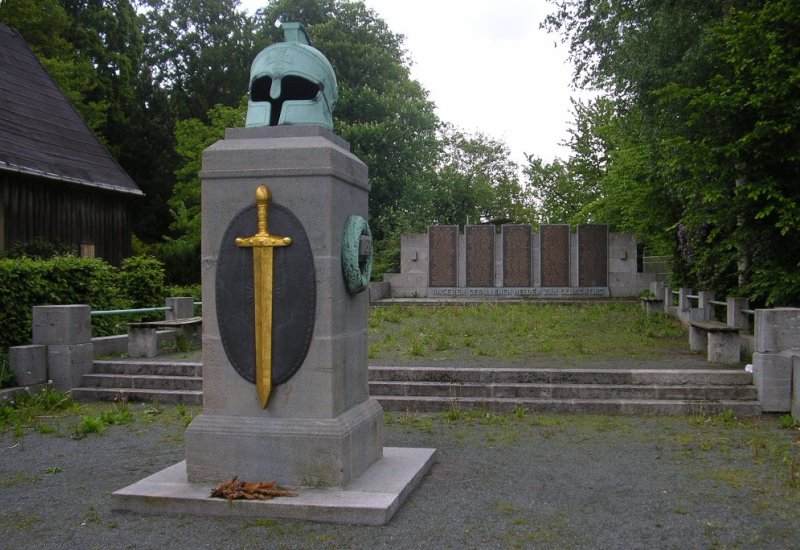
Gedenkstätte an der Chemnitzer Straße

## Sehenswürdigkeiten
- Maria-Josepha-Turm auf dem Totenstein
- Folklorehof Grüna

## Persönlichkeiten

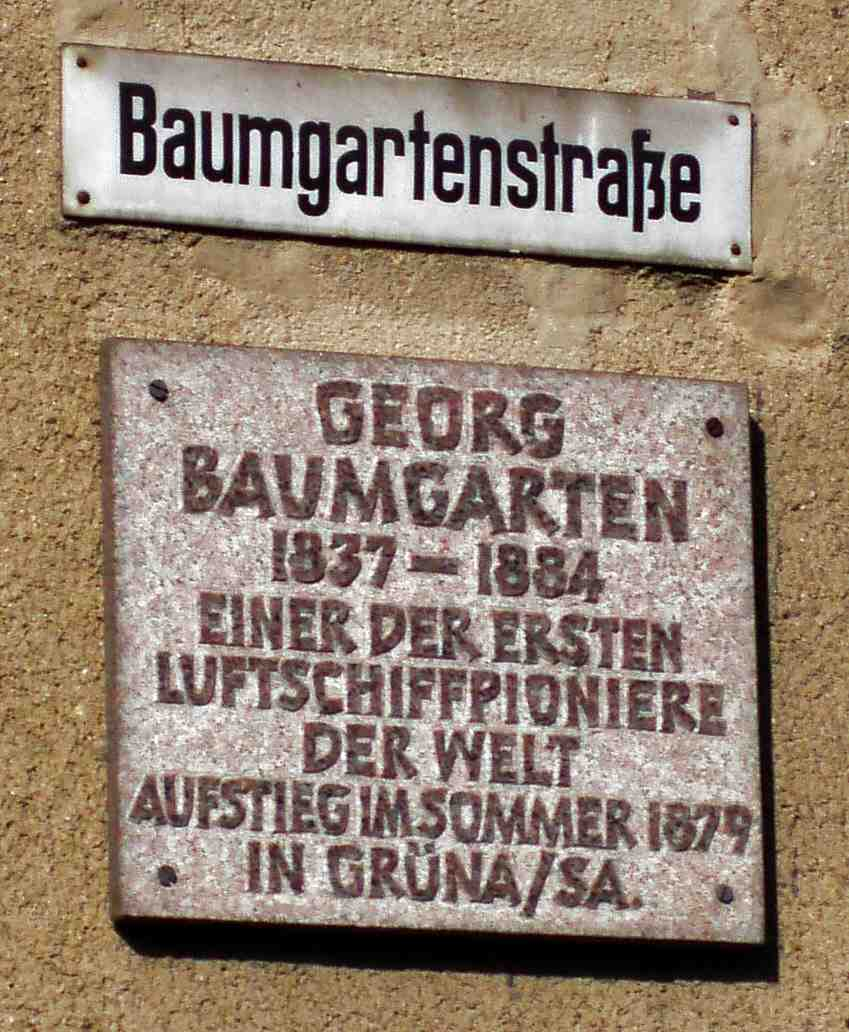
Baumgartenstraße in Grüna

### Söhne und Töchter des Ortes
- Wilhelm August Seim (1844–1905), Baumeister und Politiker (Nationalliberale Partei), Landtagsabgeordneter
- Paul Weigel (1873–1929), Jurist und Statistiker
- Wolfgang Rauchfuß (1931–2005), DDR-Politiker
- Wolfgang Hartig (* 1933), Chirurg und Ernährungsmediziner
- Johannes Dickert (* 1953), Kantor und Organist, Domherr im Dom St. Marien zu Wurzen
- Arne Wendler (* 1999), Basketballspieler

### In Grüna wirkten
- Georg Baumgarten (1837–1884), Erfinder, Luftschiffpionier
- Fritz Hähle (* 1942), sächsischer Politiker (CDU)
- Peter Simmel (* 1959), deutscher Unternehmer im Einzelhandel

## Unternehmen
- Getränkewelt
- Simmel

## Verkehr
Hauptverkehrsstraße im Ort ist die S 245. Nördlich vom Ort verläuft die Bundesautobahn 4 und südlich die Bundesstraße 173.
Der Haltepunkt Grüna (Sachs) Hp liegt an der Bahnstrecke Dresden–Werdau. Ferner lag der Bahnhof Grüna (Sachs) ob Bf an der Bahnstrecke Küchwald–Obergrüna und der Bahnstrecke Limbach–Wüstenbrand.

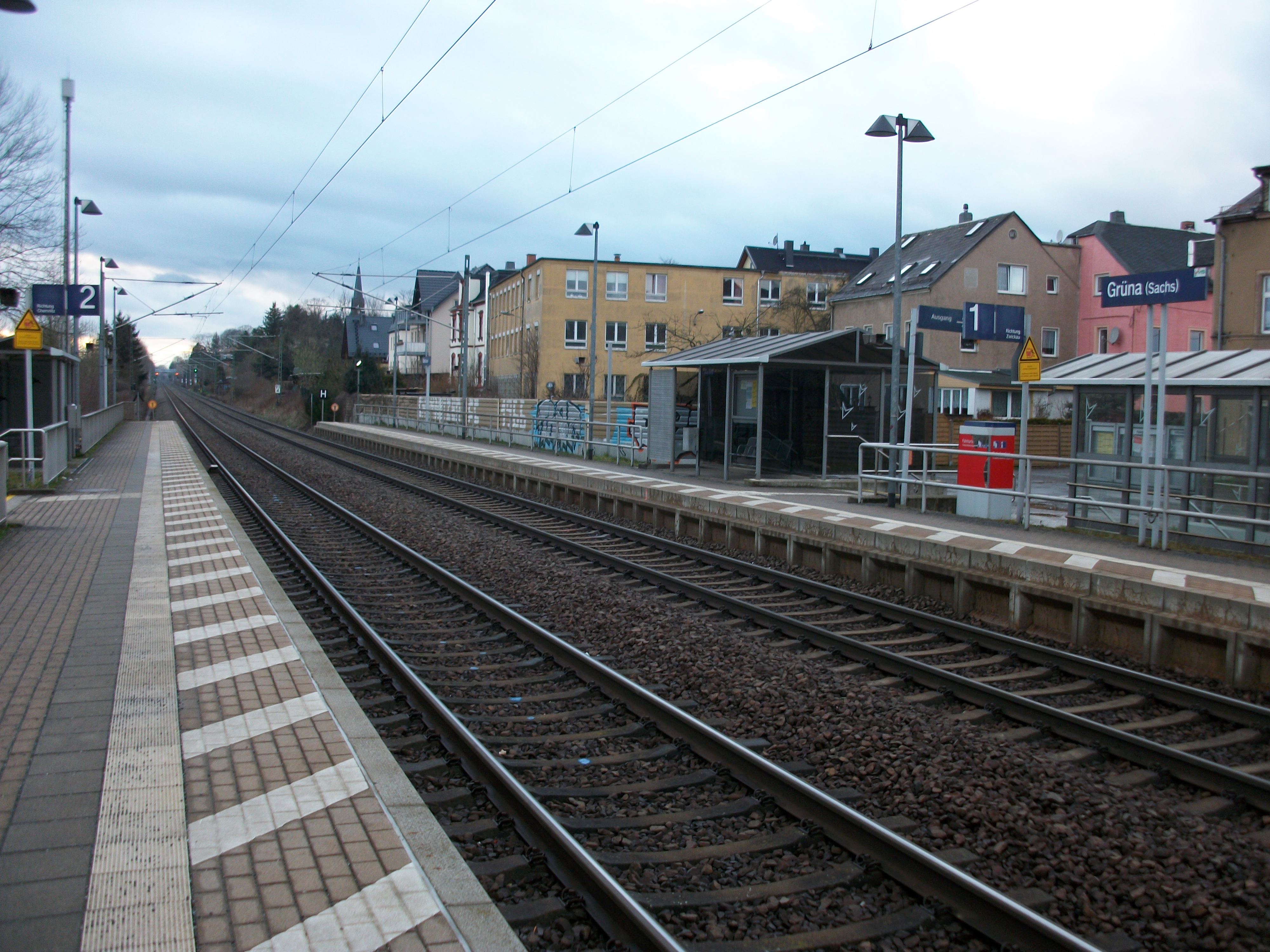
Haltepunkt Grüna (Sachs) (2016)
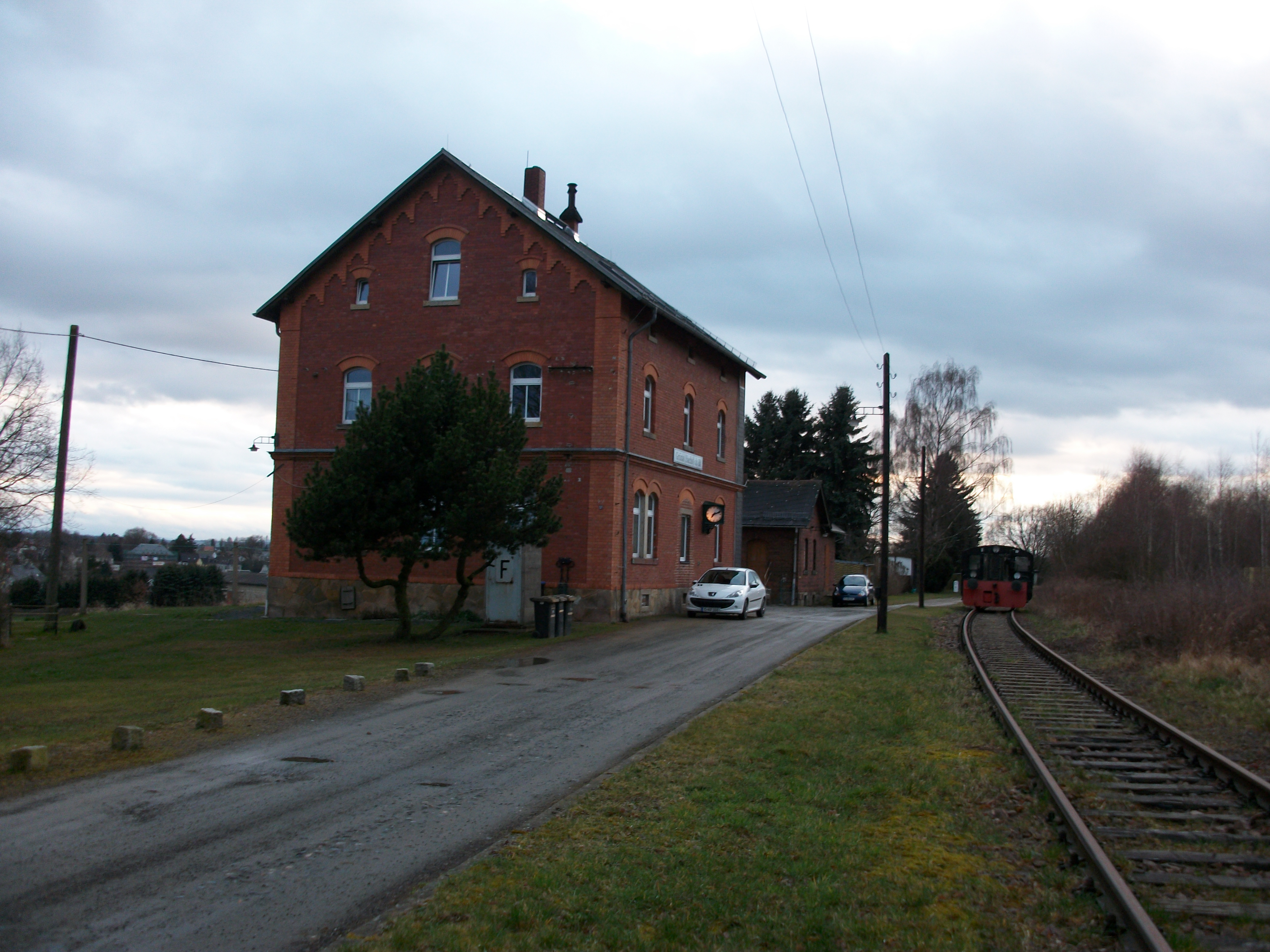
ehem. Bahnhof Obergrüna (2016)